# Sankt Nikolai kyrka, Imatra
Sankt Nikolai kyrka, eller Sankt Nikolaus kyrka, (finska: Pyhän Nikolaoksen kirkko) är en finsk-ortodox träkyrkobyggnad belägen på en gård, i staden Imatra i landskapet Södra Karelen, i sydöstra Finland.
Kyrkan är helgad åt helgonet Sankt Nikolaus.

## Historik
Efter andra världskriget bosatte sig många kareler i Imatra. Bland dem fanns ett stort antal östortodoxa kristna för vilka det var viktigt att ha en egen kyrka där.
Sankt Nikolai kyrka i Imatra var ursprungligen ett bönehus, då huset stod färdigt 1956 och invigdes i augusti samma år av biskop Alexander av Helsingfors.
Huset ritades av arkitekt Toivo Paatela.
Bönehuset byggdes ut två gånger innan det invigdes igen som kyrka 1986.

## Kyrkan

### Klockor
Mestadels av kyrkans klockor är från 1886.

### Inventarier
Inne i kyrkan finns föremål från 1700-talet.

## Bilder

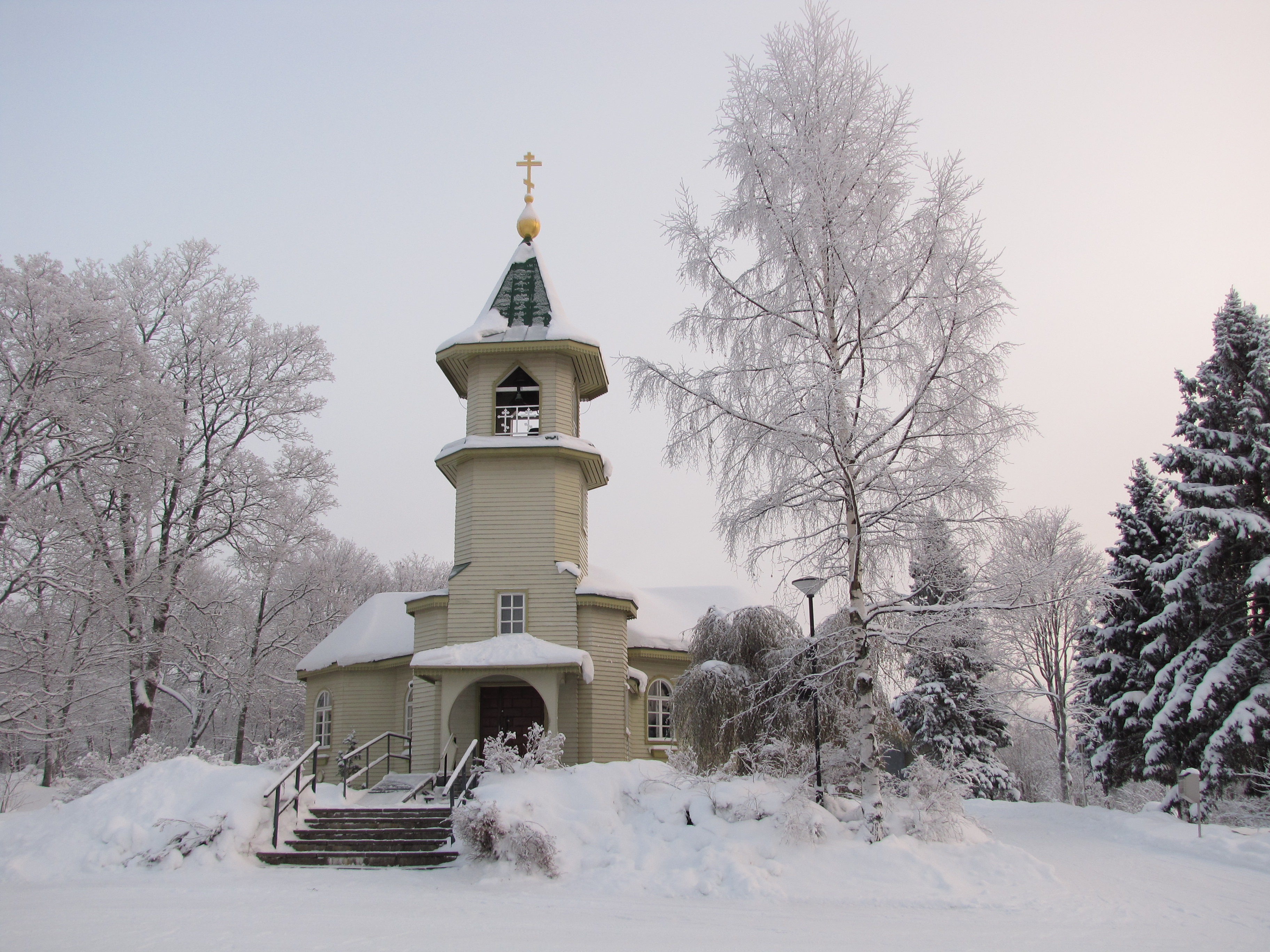

### Allmänna källor
- Suomen kaunein kirkko: Pyhän Nikolaoksen kirkko (tiedonportailla.fi)
- Pyhän Nikolaoksen kirkko ja vedenpyhityspuisto - Saimaa Geopark
- Pyhän Nikolaoksen kirkko - Imatran nähtävyydet - GoSaimaa.com - GoSaimaa